# Artiom Zabun
Artiom Zabun (în rusă Артём Забун; n. 23 aprilie 1996, Etulia, Găgăuzia, Republica Moldova) este un fotbalist moldovean, care joacă pe post de atacant la FC TSK Simferopol⁠(d) în Crimean Premier League⁠(d).